# Ladies’ Night
„Ladies’ Night” (lub „Ladies Night”) – singel amerykańskiej grupy muzycznej Kool and the Gang, który został wydany 1 października 1979 roku.

## Lista utworów
Źródło
Płyta gramofonowa (1979)
A. „Ladies’ Night” – 6:38
B. „Hangin’ Out” – 5:31

## Notowania na listach przebojów
| Kraj              | Lista (1979/1980) | Najwyższa pozycja |
| ----------------- | ----------------- | ----------------- |
| Szwajcaria        | Singles Top 15    | 7                 |
| Norwegia          | Top 20 Singles    | 10                |
| Holandia          | Single Top 100    | 12                |
| Belgia (Flandria) | Ultratop 50       | 14                |
| Niemcy            | Top 100 Singles   | 18                |
| Austria           | Singles Top 75    | 18                |

## Wersja ze Spannerem Bannerem i Seanem Paulem
Wersja z Spannerem Bannerem i Seanem Paulem została wydana w 2004 roku.

### Lista utworów
- CD singel (2004)[9]

1. „Ladies Night” – 3:38
2. „Stressin'” – 4:48

- Płyta gramofonowa (2004)[10]

1. „Ladies Night” – 3:38
2. „Stressin'” – 4:48

### Notowania na listach przebojów
| Kraj    | Lista (2004)   | Najwyższa pozycja |
| ------- | -------------- | ----------------- |
| Szwecja | Top 60 Singles | 58                |